# Keizó Komura
Keizó Komura (古村啓蔵, Komura Keizó, 20. července 1896 – 7. února 1978) byl důstojníkem a admirálem japonského císařského námořnictva za druhé světové války. Během své kariéry u císařského námořnictva dosáhl hodnosti šóšó (少将 ~ kontradmirál).
Byl absolventem 45. běhu Kaigun heigakkó (海軍兵学校 ~ císařská námořní akademie), který ukončil v roce 1917 jako 10. z 89 kadetů. Na počátku druhé světové války velel těžkému křižníku Čikuma (od Pearl Harboru až po bitvu u Santa Cruz, kde byl zraněn) a poté bitevním lodím Fusó a Musaši. Zastával též různé funkce ve štábech, mimo jiné byl náčelníkem štábu Ozawovy 3. kantai (艦隊 ~ loďstvo) během bitvy ve Filipínském moři. Jako velitel 2. suirai sentai (水雷戦隊 ~ eskadra torpédoborců) doprovázel bitevní loď Jamato na její poslední plavbě k Okinawě.